# FloraHolland
 (octobre 2014).
Si vous disposez d'ouvrages ou d'articles de référence ou si vous connaissez des sites web de qualité traitant du thème abordé ici, merci de compléter l'article en donnant les références utiles à sa vérifiabilité et en les liant à la section « Notes et références ».

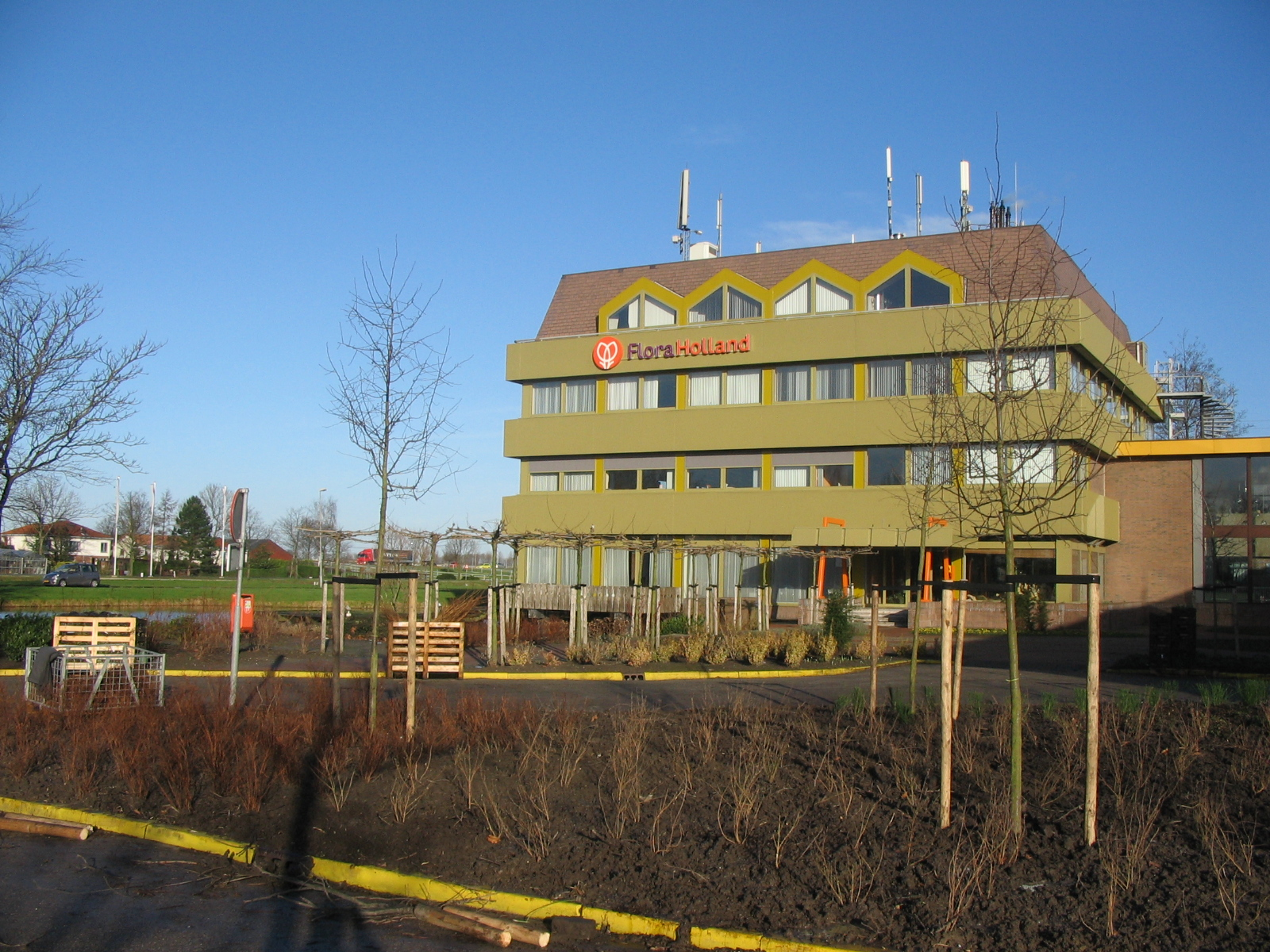
Des locaux de l'entreprise

FloraHolland est une société coopérative néerlandaise de producteurs de fleurs et la plus importante des maisons de vente de fleurs aux enchères dans le monde. La société est implantée sur six sites : Aalsmeer, Naaldwijk, Rijnsburg, Venlo, Bleiswijk et Eelde.
La société coopérative a dégagé un chiffre d'affaires de 4 milliards d'euros en 2007.
Les fleurs sont dans leur quasi-totalité destinées à l'export. Elles sont produites aux Pays-Bas, au Kenya, en Israël, en Éthiopie, en Équateur, en Allemagne. Les principaux clients grossistes proviennent de l'Allemagne, du Royaume-Uni, de la France, de la Belgique et l'Italie.
Le marché aux fleurs d'Aalsmeer est le site le plus important de la société car il abrite le troisième plus grand entrepôt au monde avec ses 990 000 m2 dans lequel les fleurs sont vendues aux enchères. FloraHolland utilise le système de vente aux enchères descendante. Ce système a été inventé en 1870 afin de perdre moins de temps dans les négociations. Les fleurs étant un produit périssable, elles doivent être vendues dans les 48 heures. Ce principe d'enchères inversées consiste à baisser le prix par centimes d'euros jusqu'à ce que le lot trouve preneur. Elles durent 3 heures et les fleurs achetées sont ensuite directement emballées et chargées à bord de camions ou d'avions pour être livrées à travers toute l'Europe.